# Classe Berlin
La classe Berlin ou classe Protecteur II est une classe de 3 pétroliers ravitailleurs de la Deutsche Marine mis en service à partir de 2001. En 2013, le Canada annonce la construction de 2 navires supplémentaires pour la Marine royale canadienne qui doivent entrer en service en 2023.

## Historique
Au milieu des années 1990, la marine allemande étudie l’acquisition de 2 navire de ravitaillement. Ces navires doivent soutenir les unités navales allemandes loin de leurs ports d'attache, transportant du carburant, des provisions, des munitions et fournissant également des services médicaux. La construction du premier exemplaire le Berlin débute en 1998 et il entre en service en 2001. En 2010, la construction d'un troisième navire est décidée. 
En 2010, le Canada s'intéresse à cette classe de navire dans le cadre d'un projet d'acquisition de 2 navires de soutien inter-armées. Capables de soutenir les navires de guerre de la marine royale canadienne en mer, ainsi que de fournir un transport maritime stratégique pour les groupes opérationnels de la marine ou les opérations de l'armée de terre. En 2013, la commande de deux pétroliers ravitailleurs dérivés de la classe Berlin est confirmée auprès du chantier naval Seaspan ULC de Victoria. Les navires canadiens devaient entrer en service à partir de 2020, mais des retards repoussent cette éventualité pour 2023.

## Caractéristiques
Ces unités ont d'importantes capacités d'emport:
- 9 600 mètres-cubes de carburant
- 550 mètres-cubes d'eau douce
- 280 tonnes de vivres
- 160 tonnes de munitions
- 100 tonnes de matériels
- 32 conteneurs

Elles ont également d'importantes capacités de transbordement :
- 2 postes latéraux de ravitaillement d'hydrocarbures ou d'eau.
- 2 grues de 24 tonnes pour le chargement et le déchargement de la cargaison.
- Hangar fermé avec installations d’entretien et de réparation pour 2 hélicoptères destinés au transport de matériels solides.
- Un hôpital modulaire disposant de 45 lits pour les patients généraux et 4 pour les soins intensifs.

| N°     | Nom               | Constructeur                       | Mise sur cales  | Lancé          | Livré             | Sort                               |
| ------ | ----------------- | ---------------------------------- | --------------- | -------------- | ----------------- | ---------------------------------- |
| A 1411 | Berlin            | Flensburger Schiffbau-Gesellschaft | 1998            | 30 avril 1999  | 11 avril 2001     | En service dans la Deutsche Marine |
| A 1412 | Frankfurt am Main | Flensburger Schiffbau-Gesellschaft |                 | 5 janvier 2001 | 27 mai 2002       | En service dans la Deutsche Marine |
| A 1413 | Bonn              | Peene-Werft, TKMS, Lürssen         |                 | 27 avril 2011  | 13 septembre 2013 | En service dans la Deutsche Marine |
|        | Protecteur        | Seaspan ULC                        | 16 janvier 2020 |                |                   | En construction                    |
|        | Preserver         | Seaspan ULC                        |                 |                |                   | prévu                              |